# Mădăraș (Bihor)
Pour les articles homonymes, voir Mădăraș.
Mădăraș est une commune roumaine du județ de Bihor, en Transylvanie, dans la région historique de la Crișana et dans la région de développement Nord-Ouest.

## Géographie
La commune de Mădăraș est située dans la sud-ouest du județ, dans la plaine de Salonta, à la frontière avec la Hongrie, à 3 km au nord-est de Salonta et à 37 km au sud-ouest d'Oradea, le chef-lieu du județ. La commune est traversée par la canal du Körös qui a permis de drainer les marécages et qui rejoint le Crișul Negru.
La municipalité est composée des quatre villages suivants, nom hongrois, (population en 2002) :
- Homorog, Oláhhomorog (831) ;
- Ianoșda, Jánosd (1 014) ;
- Mădăraș, Madarász 944), siège de la commune ;
- Marțihaz, 'Marciháza (231).

## Histoire
La première mention écrite du village de Mădăraș date de 1291.
La commune, qui appartenait au royaume de Hongrie, en a donc suivi l'histoire.
Après le compromis de 1867 entre Autrichiens et Hongrois de l'empire d'Autriche, la principauté de Transylvanie disparaît et, en 1876, le royaume de Hongrie est partagé en comitats. Mădăraș intègre le comitat de Bihar (Bihar vármegye).
À la fin de la Première Guerre mondiale, l'Empire austro-hongrois disparaît et la commune rejoint la Grande Roumanie au traité de Trianon.
En 1940, à la suite du deuxième arbitrage de Vienne, elle est annexée par la Hongrie jusqu'en 1944. Elle réintègre la Roumanie après la Seconde Guerre mondiale au traité de Paris en 1947.

## Politique
| Période                                  | Période  | Identité             | Étiquette     | Qualité |
| ---------------------------------------- | -------- | -------------------- | ------------- | ------- |
| Les données manquantes sont à compléter. |          |                      |               |         |
| 2000                                     | En cours | Dan-Alexandru Tiurbe | PDL, puis PNL |         |

| Parti | Parti                                                                | Sièges |
| ----- | -------------------------------------------------------------------- | ------ |
|       | Parti social-démocrate (PSD)                                         | 2      |
|       | Parti national libéral (PNL)                                         | 6      |
|       | Alliance des libéraux et démocrates (ALDE)                           | 2      |
|       | Union démocratique des Slovaques et des Tchèques de Roumanie (UDSCR) | 1      |

## Religions
En 2002, la composition religieuse de la commune était la suivante :
- Chrétiens orthodoxes, 86,42 % ;
- Catholiques romains, 8,74 % ;
- Baptistes, 3,24 % ;
- Réformés, 1,25 %.

## Démographie
En 1910, à l'époque austro-hongroise, la commune comptait 5 006 Roumains (89,25 %), 569 Hongrois (10,14 %) et 24 Allemands (0,43 %),.
En 1930, on dénombrait 5 562 Roumains (94,21 %), 314 Hongrois (5,32 %), 13 Juifs (0,22 %) et 13 Roms (0,22 %).
En 1956, après la Seconde Guerre mondiale, 4 970 Roumains (96,86 %) côtoyaient 159 Hongrois (3,10 %).
En 2002, la commune comptait 2 645 Roumains (87,58 %), 226 Slovaques (7,48 %), 87 Hongrois (2,88 %) et 60 Roms (1,98 %). On comptait à cette date 1 093 ménages et 1 419 logements.
| 1880  | 1890  | 1900  | 1910  | 1920  | 1930  | 1941  | 1956  | 1966  |
| ----- | ----- | ----- | ----- | ----- | ----- | ----- | ----- | ----- |
| 3 622 | 4 086 | 4 828 | 5 609 | 5 774 | 5 904 | 5 868 | 5 131 | 4 533 |

| 1977  | 1992  | 2002  | 2007  | - | - | - | - | - |
| ----- | ----- | ----- | ----- | - | - | - | - | - |
| 4 003 | 2 976 | 3 020 | 2 829 | - | - | - | - | - |

## Économie
L'économie de la commune repose sur l'agriculture (céréales et cultures maraîchères), l'élevage et la pisciculture.

## Communications

### Routes
Mădăraș est située sur la route nationale DN79 (route européenne 671) Oradea-Arad.

### Voies ferrées
Mădăraș est desservie par la ligne Oradea-Arad des Chemins de fer roumains.

## Lieux et monuments
- Mădăraș, église orthodoxe datant de 1908[7] ;
- Mădăraș, sources thermales ;
- Ianoșta, église orthodoxe datant de 1895[7] ;
- Homorog, église orthodoxe de la Dormition de la Vierge datant de 1800, contenant de très intéressantes peintures murales de 1836-1837 et possédant une collection d'icônes, classée monument historique[7].

## Galerie

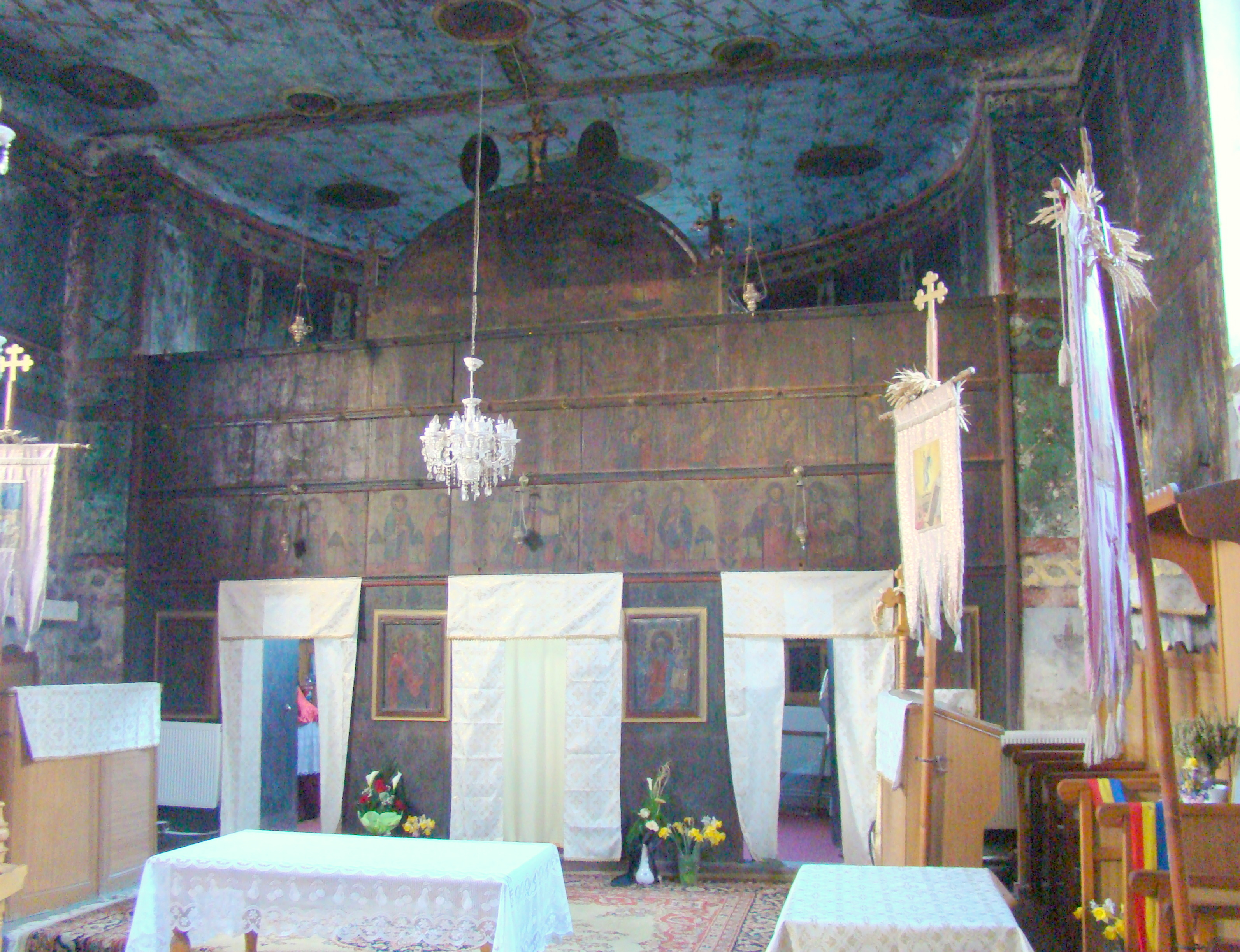
Iconostase de l'église
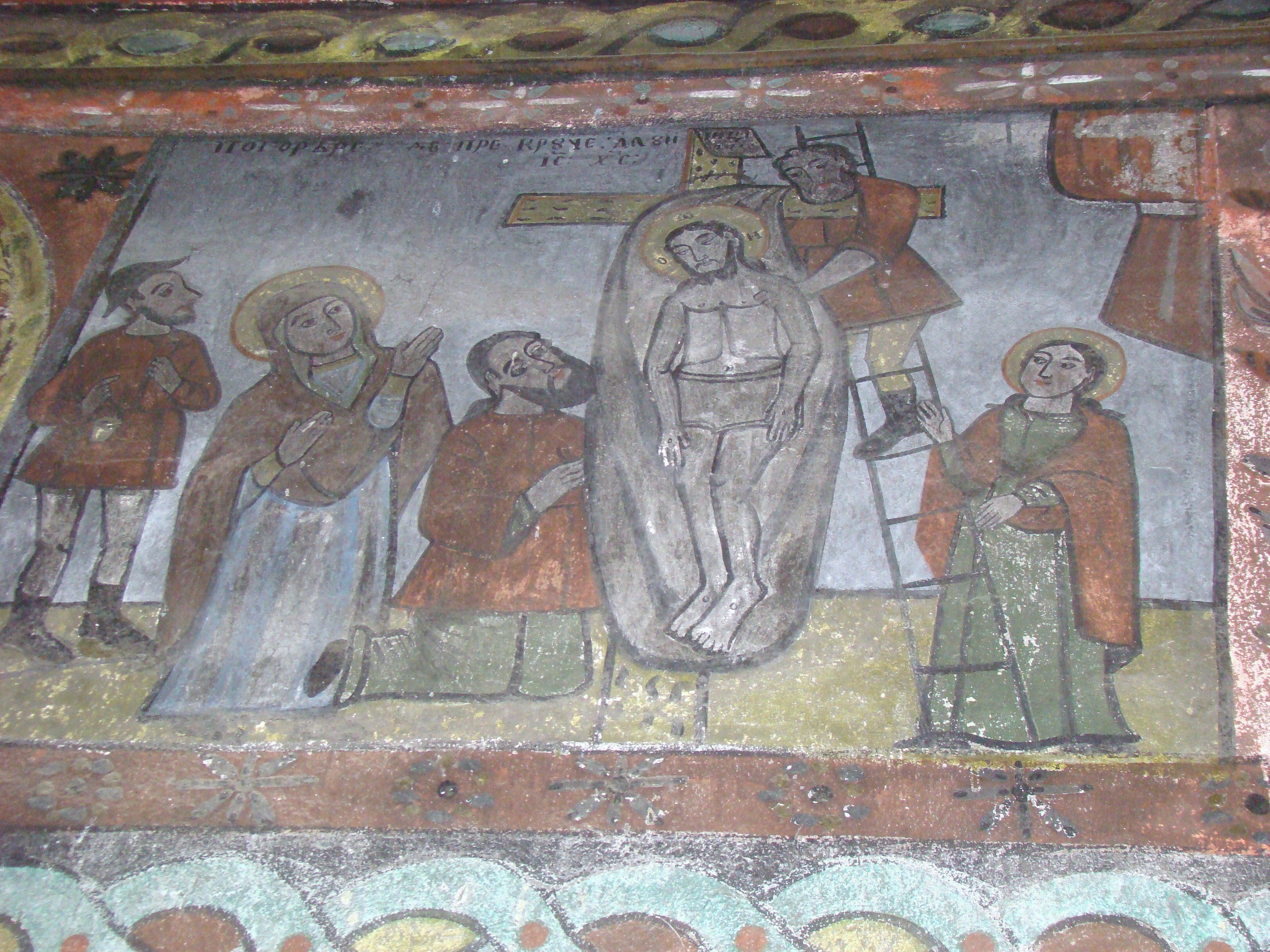
Fresque : la Crucifixion
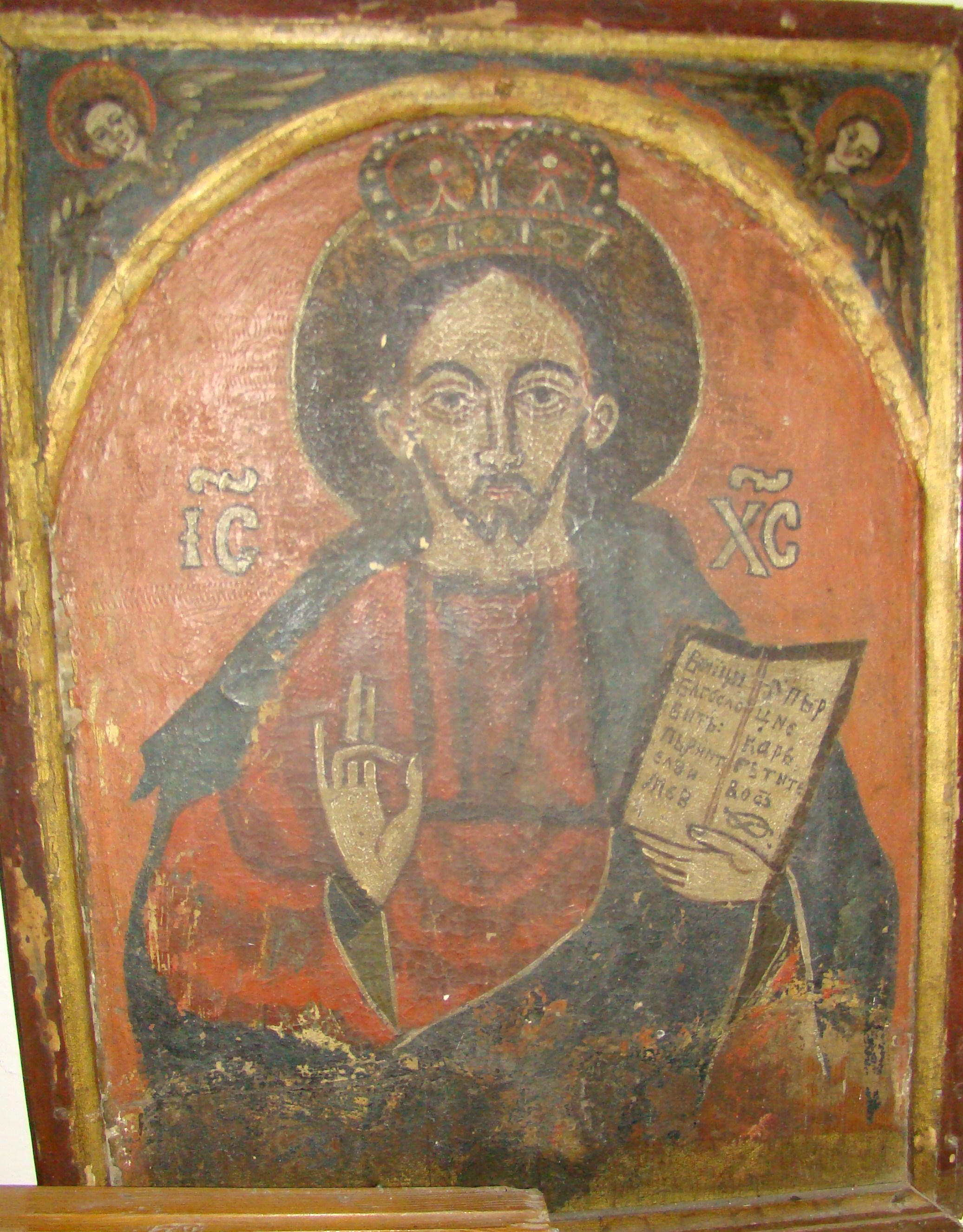
Icône du Christ